# Wichser
Wichser (umgangssprachlich auch Wixer oder Wixxer) bezeichnet wörtlich einen Mann, der masturbiert, und wird mit einer ähnlichen Bedeutung wie Versager als beleidigendes Schimpfwort für Männer verwendet.

## Etymologie
Der etymologische Ursprung des Begriffs ist nicht vulgär; Wichser kommt stattdessen von Wachs und wachsen und bezeichnete früher die Handbewegung des Einwachsens, des Putzens von Boden, Schuhen oder anderen Gegenständen (Stiefelwichsen) usw. Ein Wichsmädel war eine Dienstangestellte, die das Bohnern des Bodens durchführte. In Dresden inserierten 1925 die „Wichsmädel-Werke“, Inhaber Wilhelm Süring, die Anzeige in der Rubrik „Parkettwachs“ zeigt ein bohnerndes „Wichsmädel“ als Markenzeichen.
In der derben Soldatensprache des Ersten Weltkrieges entwickelten sich aus den Wörtern Wichsen und Bohnern Euphemismen für die männliche Masturbation, implizit für Versagen, da das Putzen (Wichsen) der Offiziers-Stiefel und/oder der Stiefel der gesamten Mannschaft eine beliebte Demütigung zu disziplinierender Soldaten war. Sowohl für Bohnern als auch für Wichsen blieb die vulgäre Konnotation bis heute erhalten. Die Verwendung des Begriffes wird üblicherweise als Beleidigung gemeint und wird in der Regel auch ebenso aufgefasst, da zudem mittlerweile ein Bedeutungswandel eingesetzt hat und „Wichser“ heutzutage kaum noch die Bedeutung von „Versager“ hat (da das englische Wort „Loser“, das in Deutsch so viel wie „Verlierer“ oder „Versager“ bedeutet, an dessen Stelle getreten ist) als vielmehr ein Synonym für „Arschloch“ darstellt, mit der überaus negativen Konnotation  eines schlechten („miesen“) Charakters.

## Rechtliche Einordnung
In Deutschland kann die Benutzung dieses Schimpfworts laut Paragraph 185 StGB (Beleidigung) strafbar sein. Beleidigung stellt allerdings im deutschen Strafrecht ein sogenanntes absolutes Antragsdelikt dar; das bedeutet, dass dieses Delikt nur auf den entsprechenden Strafantrag der beleidigten Person hin strafrechtlich verfolgt wird und die Anzeige (bei Fehlen eines öffentlichen Interesses an der Strafverfolgung) gegebenenfalls durch den Erstatter der Anzeige auch wieder zurückgezogen werden kann.

## Abgeleitete Schimpfwörter
Der Begriff kommt alleinstehend oder in Variationen wie Flachwichser oder anderen Komposita wie Betroffenheits-Wichser, Disko-Wichser, Hirnwichser, Multikulti-Wichser, Ökowichser oder Sozialwichser vor.

## Verschiedenes
- In Georg Danzers Lied Der legendäre Wixer-Blues vom 7. Oktober 1976 wird das „Wichsen“ auf humorvolle Weise thematisiert.
- Oba olle samma Wichser ist ein Lied des bayerischen Liedermachers Hans Söllner, in dem die weite Verbreitung der Masturbation unter Menschen und die „geistige Masturbation“ thematisiert werden.
- Sei ein Wixer ist ein Werbespruch des Internetunternehmens Wix.com.[4]
- Auf dem Album Hey Wichser der Schweizer Band Knöppel kommt in jedem Lied mindestens einmal das Wort Wichser vor.[5]